# Listeriaceae
Listeriaceae es una familia de bacterias Gram positivas. Las células son barras cortas y pueden formar filamentos. Son aeróbicos o anaeróbicos facultativos. Las esporas no se forman. Algunas especies pueden causar listeriosis humana y animal.